# Leichtathletik-Europameisterschaften 2016/Diskuswurf der Männer

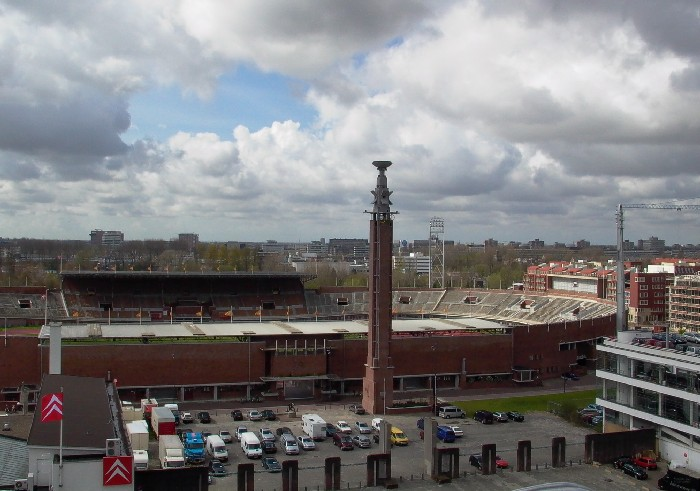
Das Olympiastadion in Amsterdam im Jahr 2005

Der Diskuswurf der Männer bei den Leichtathletik-Europameisterschaften 2016 wurde am 7. und 9. Juli 2016 im Olympiastadion der niederländischen Hauptstadt Amsterdam ausgetragen.
Europameister wurde der amtierende Weltmeister Piotr Małachowski aus Polen. Er hatte bereits 2010 einmal den EM-Titel errungen, war 2008 Olympiazweiter und zweifacher Vizeweltmeister (2009/2013).
Silber ging an den Belgier Philip Milanov.
Dritter wurde der hochdekorierte Este Gerd Kanter. Er war 2008 Olympiasieger, 2012 Olympiadritter, 2007 Weltmeister, zweifacher Vizeweltmeister (2005/2011), zweifacher WM-Dritter (2009/2013) und zweifacher Vizeeuropameister (2006/2012).

## Bestehende Rekorde
| Weltrekord           | 74,08 m | Jürgen Schult     | Neubrandenburg DDR (heute Deutschland) | 6. Juni 1986   |
| Europarekord         | 74,08 m | Jürgen Schult     | Neubrandenburg DDR (heute Deutschland) | 6. Juni 1986   |
| Meisterschaftsrekord | 68,87 m | Piotr Małachowski | EM Barcelona, Spanien                  | 1. August 2010 |

Der bestehende EM-Rekord wurde bei diesen Europameisterschaften nicht erreicht. Die größte Weite erzielte der polnische Europameister Piotr Małachowski im Finale mit 67,06 m, womit er 1,81 m unter seinem eigenen Rekord blieb. Zum Welt- und Europarekord fehlten ihm 7,02 m.

## Legende
Kurze Übersicht zur Bedeutung der Symbolik – so üblicherweise auch in sonstigen Veröffentlichungen verwendet:
| NM  | keine Weite (no mark)                 |
| ogV | ohne gültigen Versuch                 |
| –   | verzichtet                            |
| x   | ungültig                              |
| r   | Wettkampf nicht fortgesetzt (retired) |

## Qualifikation
Dreißig Wettbewerber traten in zwei Gruppen zur Qualifikationsrunde an. Zehn von ihnen (hellblau unterlegt) übertrafen die Qualifikationsweite für den direkten Finaleinzug von 64,00 m. Damit war die Mindestzahl von zwölf Finalteilnehmern nicht erreicht. Das Finalfeld wurde mit den beiden nächstplatzierten Sportlern (hellgrün unterlegt) auf zwölf Werfer aufgefüllt. So mussten schließlich 63,74 m für die Finalteilnahme erbracht werden.

### Gruppe A

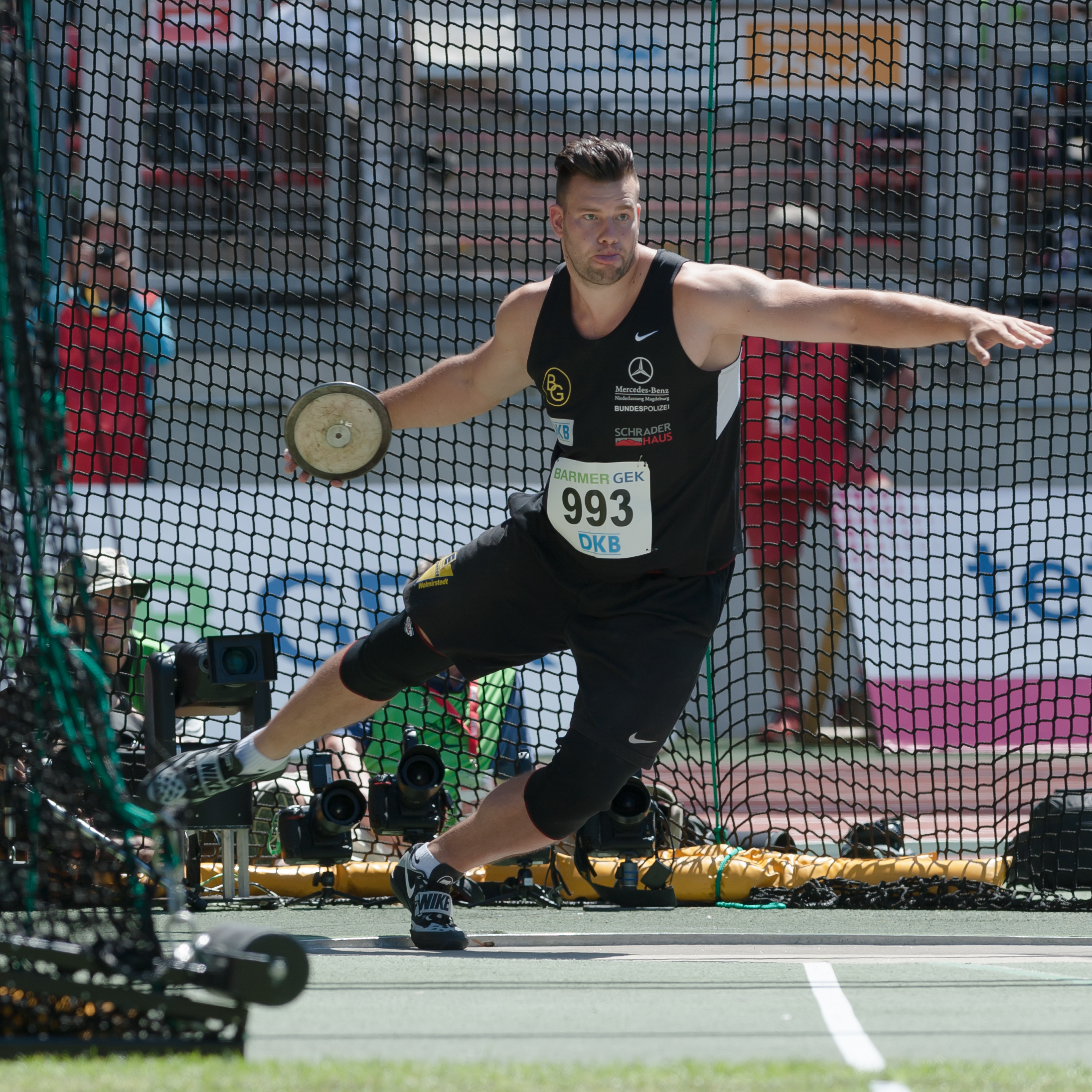
Martin Wierig – Rang sechs mit 63,60 m
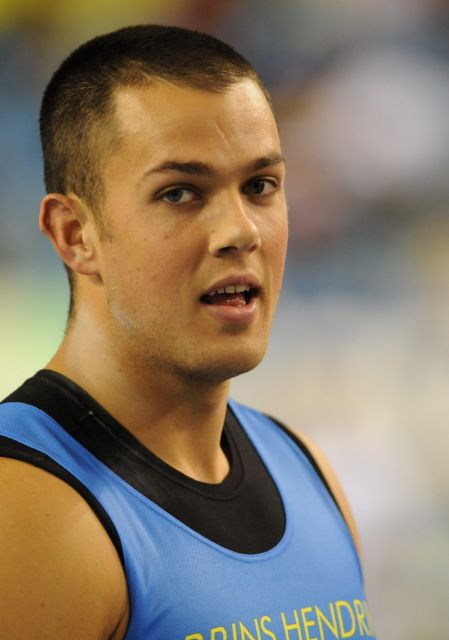
Erik Cadée – Rang acht mit 61,93 m
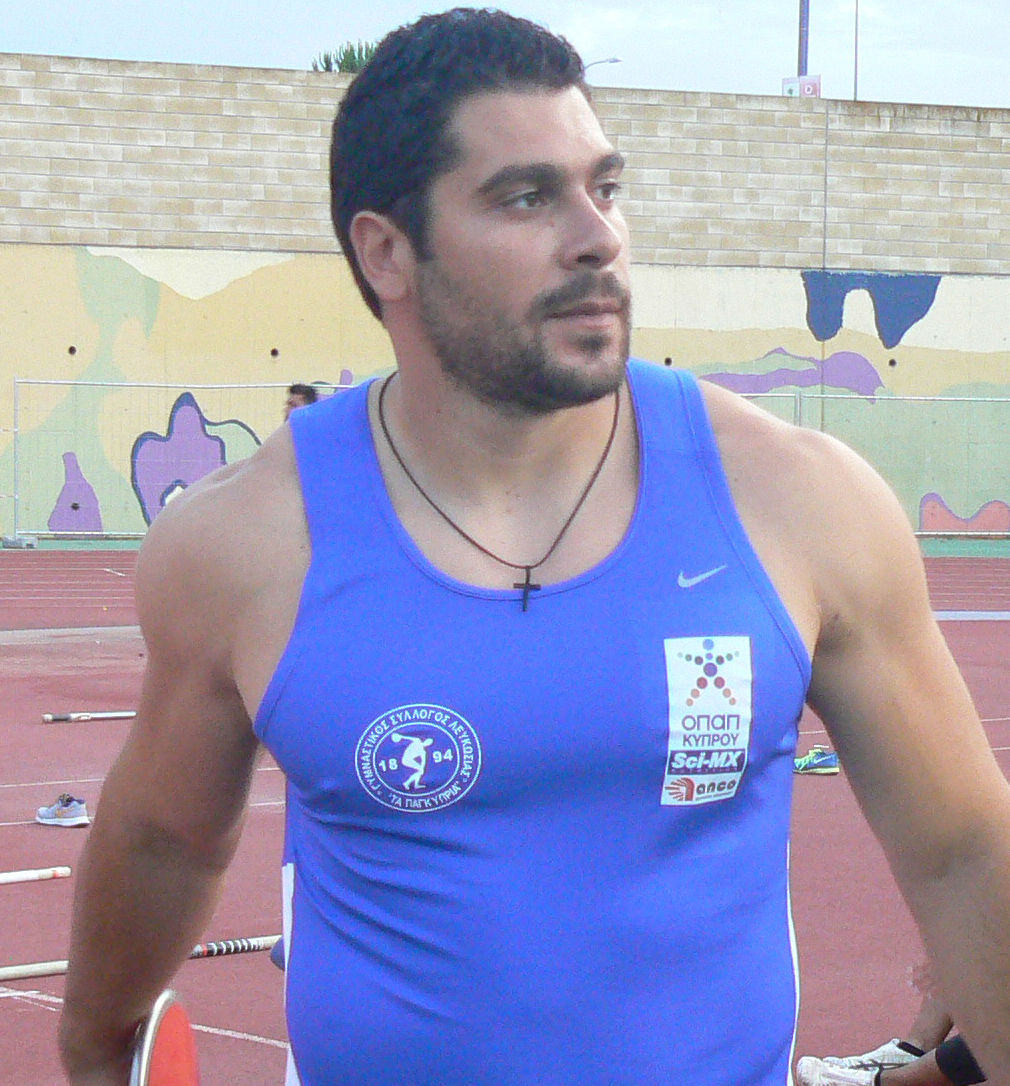
Apostolos Parellis – Rang neun mit 61,89 m

7. Juli 2016, 16:35 Uhr
| Platz | Name                 | Nation      | Resultat (m) | Versuchsserie (m) | Versuchsserie (m) | Versuchsserie (m) |
| Platz | Name                 | Nation      | Resultat (m) | 1. Versuch        | 2. Versuch        | 3. Versuch        |
| 1     | Lois Maikel Martínez | Spanien     | 66,00        | x                 | 66,00             | –                 |
| 2     | Daniel Ståhl         | Schweden    | 65,78        | x                 | x                 | 65,78             |
| 3     | Zoltán Kővágó        | Ungarn      | 65,21        | 65,21             | –                 | –                 |
| 4     | Gerd Kanter          | Estland     | 65,13        | 61,07             | 65,13             | –                 |
| 5     | Christoph Harting    | Deutschland | 65,09        | 63,74             | x                 | 65,09             |
| 6     | Martin Wierig        | Deutschland | 63,60        | x                 | x                 | 63,60             |
| 7     | Danijel Furtula      | Montenegro  | 63,14        | 60,57             | 59,45             | 63,14             |
| 8     | Erik Cadée           | Niederlande | 61,93        | 61,79             | 61,93             | x                 |
| 9     | Apostolos Parellis   | Zypern      | 61,89        | 61,89             | x                 | x                 |
| 10    | Bartłomiej Stój      | Polen       | 61,30        | 61,30             | x                 |                   |
| 11    | Guðni Valur Guðnason | Island      | 61,20        | 58,18             | 57,91             | 61,20             |
| 12    | János Huszák         | Ungarn      | 60,58        | x                 | 60,58             | x                 |
| 13    | Tomáš Voňavka        | Tschechien  | 58,39        | x                 | 58,39             | 57,41             |
| 14    | Oleksij Semenow      | Ukraine     | 57,94        | 52,82             | 56,27             | 57,94             |
| NM    | Eligijus Ruškys      | Litauen     | ogV          | x                 | x                 | r                 |

### Gruppe B
7. Juli 2016, 18:15 Uhr
| Platz | Name                  | Nation      | Resultat (m) | Versuchsserie (m) | Versuchsserie (m) | Versuchsserie (m) |
| Platz | Name                  | Nation      | Resultat (m) | 1. Versuch        | 2. Versuch        | 3. Versuch        |
| 1     | Daniel Jasinski       | Deutschland | 64,89        | 62,03             | 64,89             | –                 |
| 2     | Philip Milanov        | Belgien     | 64,53        | 64,53             | –                 | –                 |
| 3     | Robert Urbanek        | Polen       | 64,28        | 64,28             | –                 | –                 |
| 4     | Martin Kupper         | Estland     | 64,23        | 64,23             | –                 | –                 |
| 5     | Piotr Małachowski     | Polen       | 64,15        | 63,95             | 64,15             | –                 |
| 6     | Rutger Smith          | Niederlande | 63,85        | 61,36             | 62,70             | 63,85             |
| 7     | Hannes Kirchler       | Österreich  | 63,74        | 63,12             | 63,74             | x                 |
| 8     | Andrius Gudžius       | Litauen     | 63,60        | 63,37             | 61,58             | 63,60             |
| 9     | Sven Martin Skagestad | Norwegen    | 62,04        | 57,34             | 62,04             | x                 |
| 10    | Niklas Arrhenius      | Schweden    | 61,63        | x                 | x                 | 61,63             |
| 11    | Mykyta Nesterenko     | Ukraine     | 61,35        | x                 | x                 | 61,35             |
| 12    | Frank Casañas         | Spanien     | 59,06        | x                 | x                 | 59,06             |
| 13    | Róbert Szikszai       | Ungarn      | 58,01        | 58,01             | x                 | x                 |
| NM    | Axel Härstedt         | Schweden    | ogV          | x                 | x                 | x                 |
| NM    | Ercüment Olgundeniz   | Türkei      | ogV          | x                 | x                 | x                 |

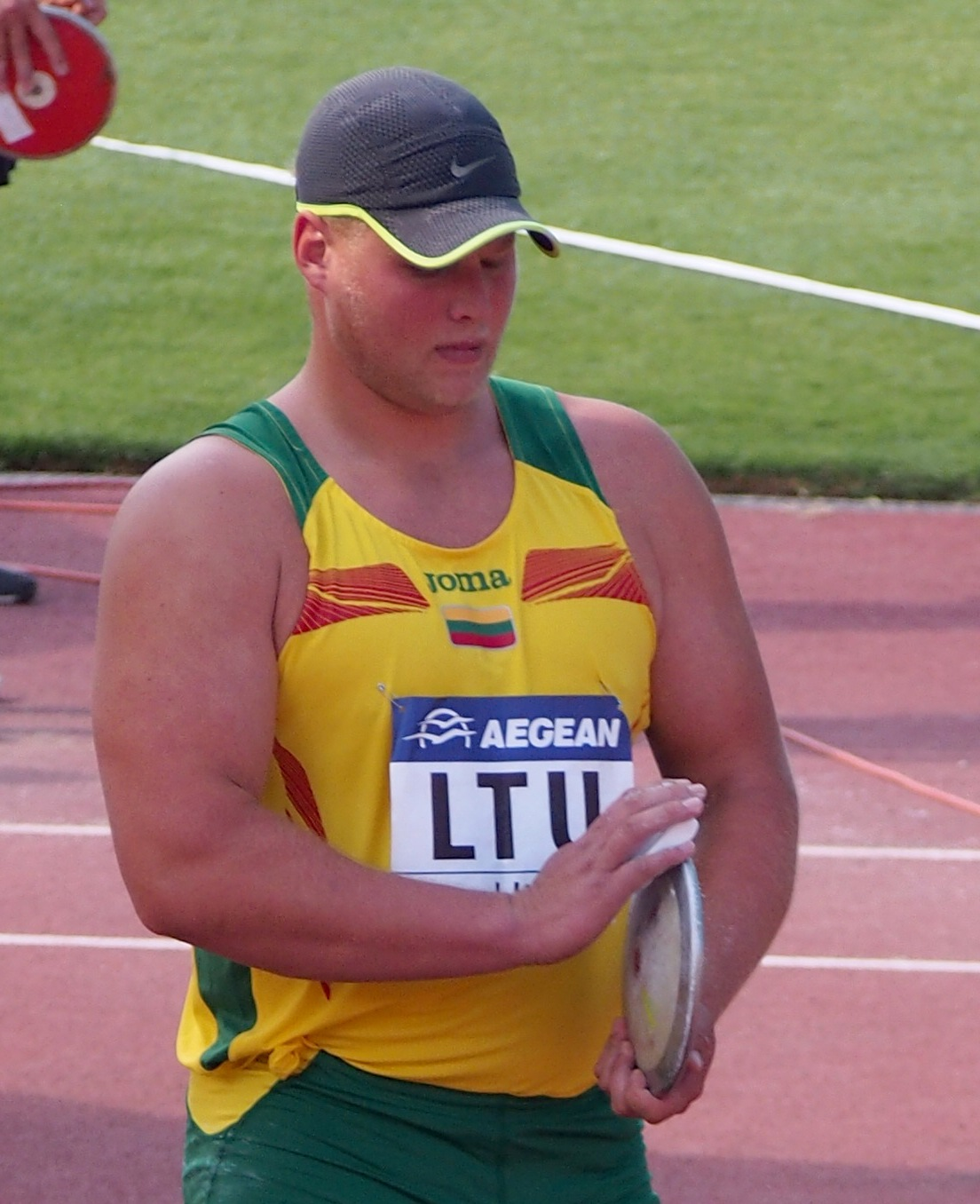
Andrius Gudžius – ausgeschieden als Achter mit 63,60 m

Weitere in Qualifikationsgruppe B ausgeschiedene Diskuswerfer:

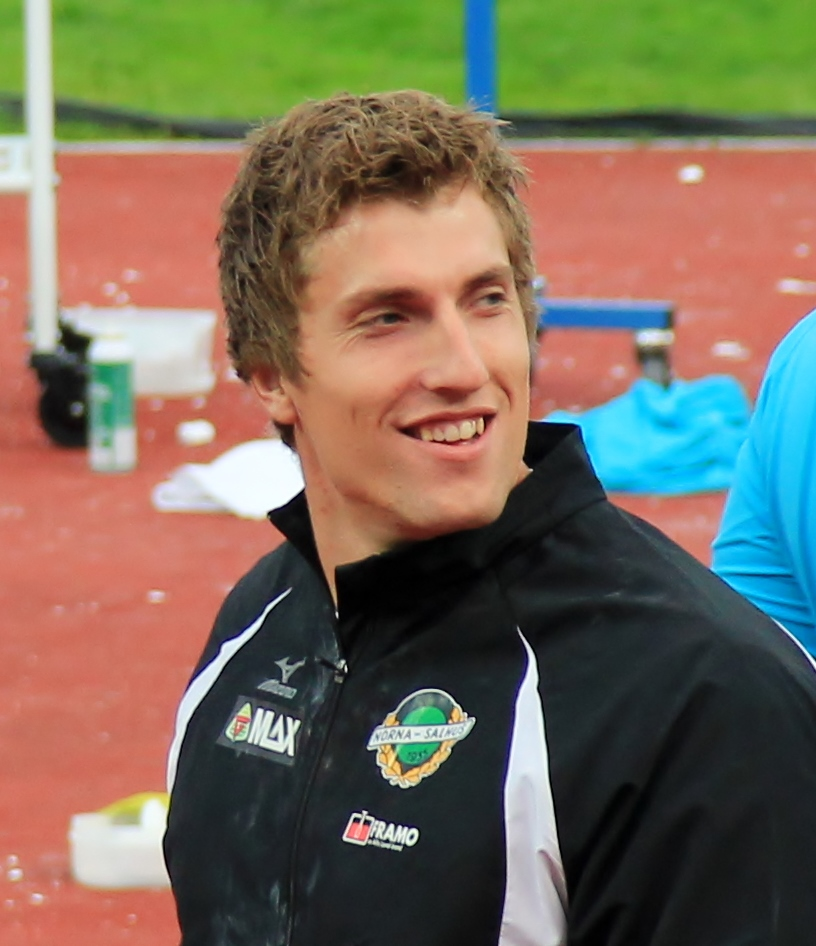
Sven Martin Skagestad – Rang neun mit 62,04 m
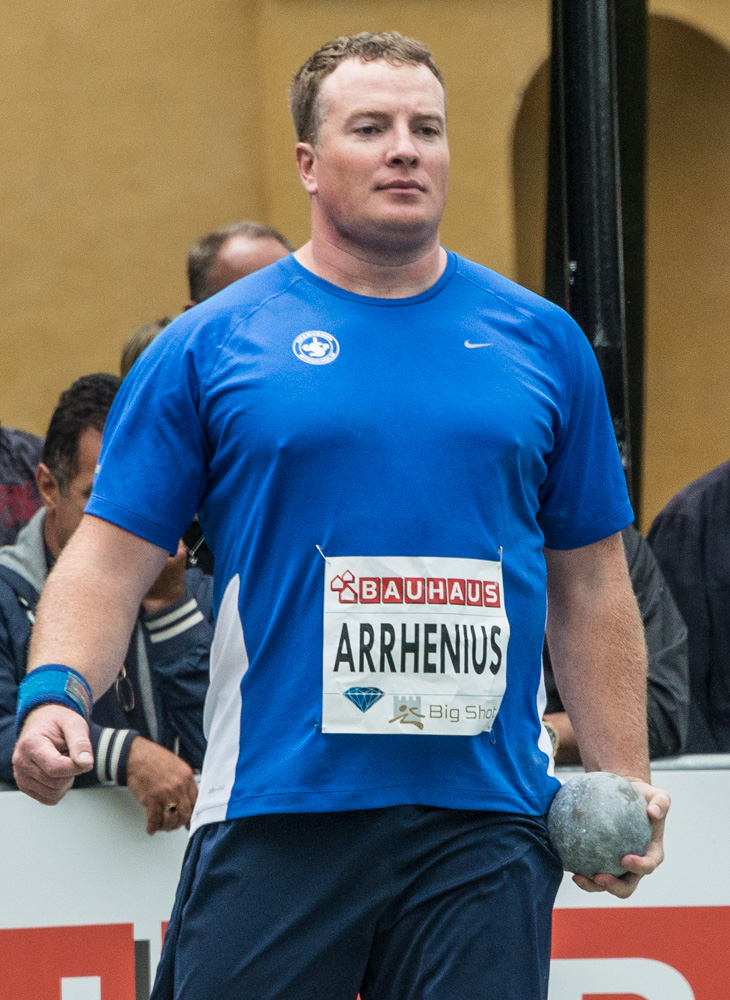
Niklas Arrhenius – Rang zehn mit 61,63 m
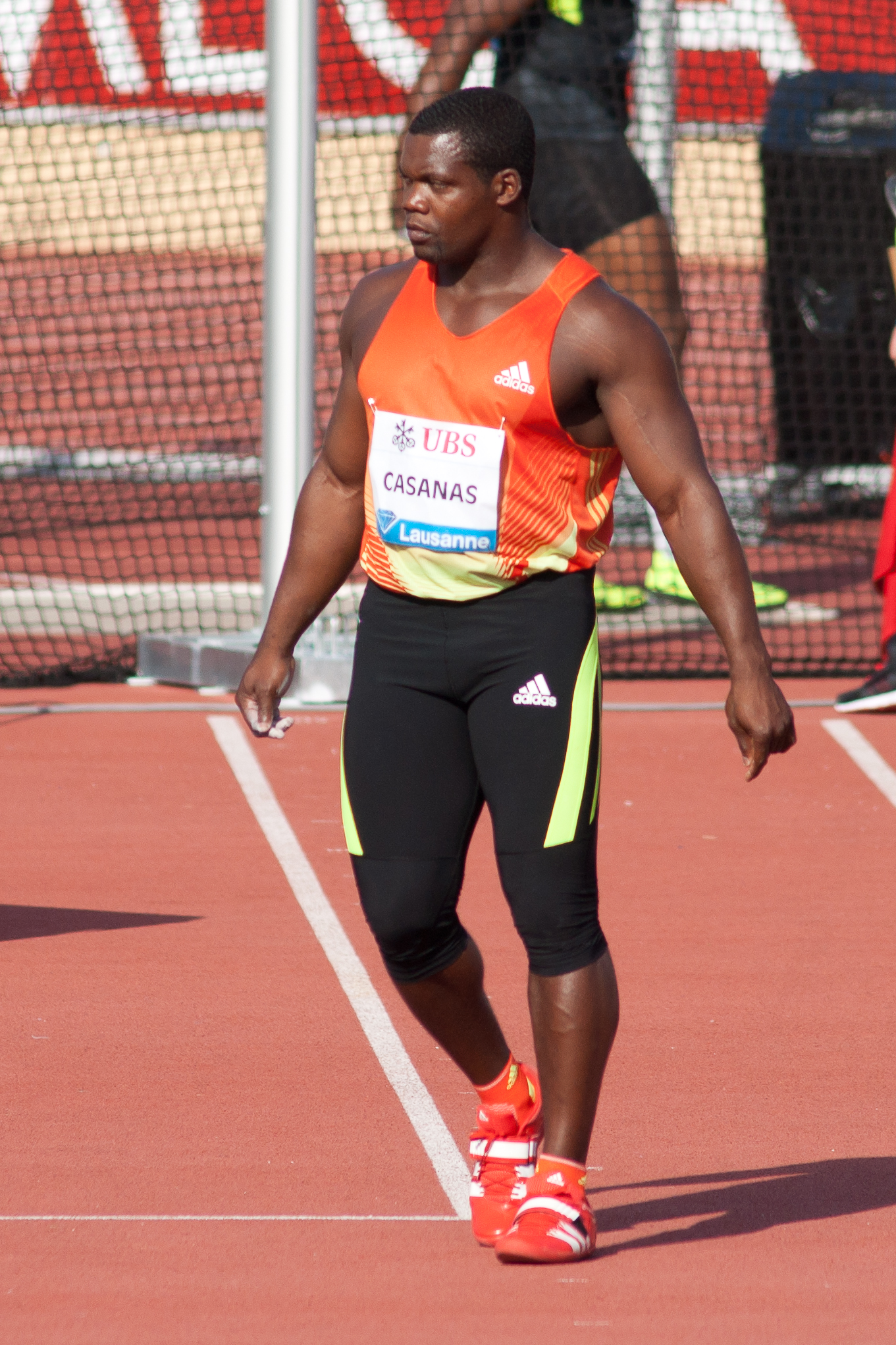
Frank Casañas – Rang zwölf mit 59,06 m
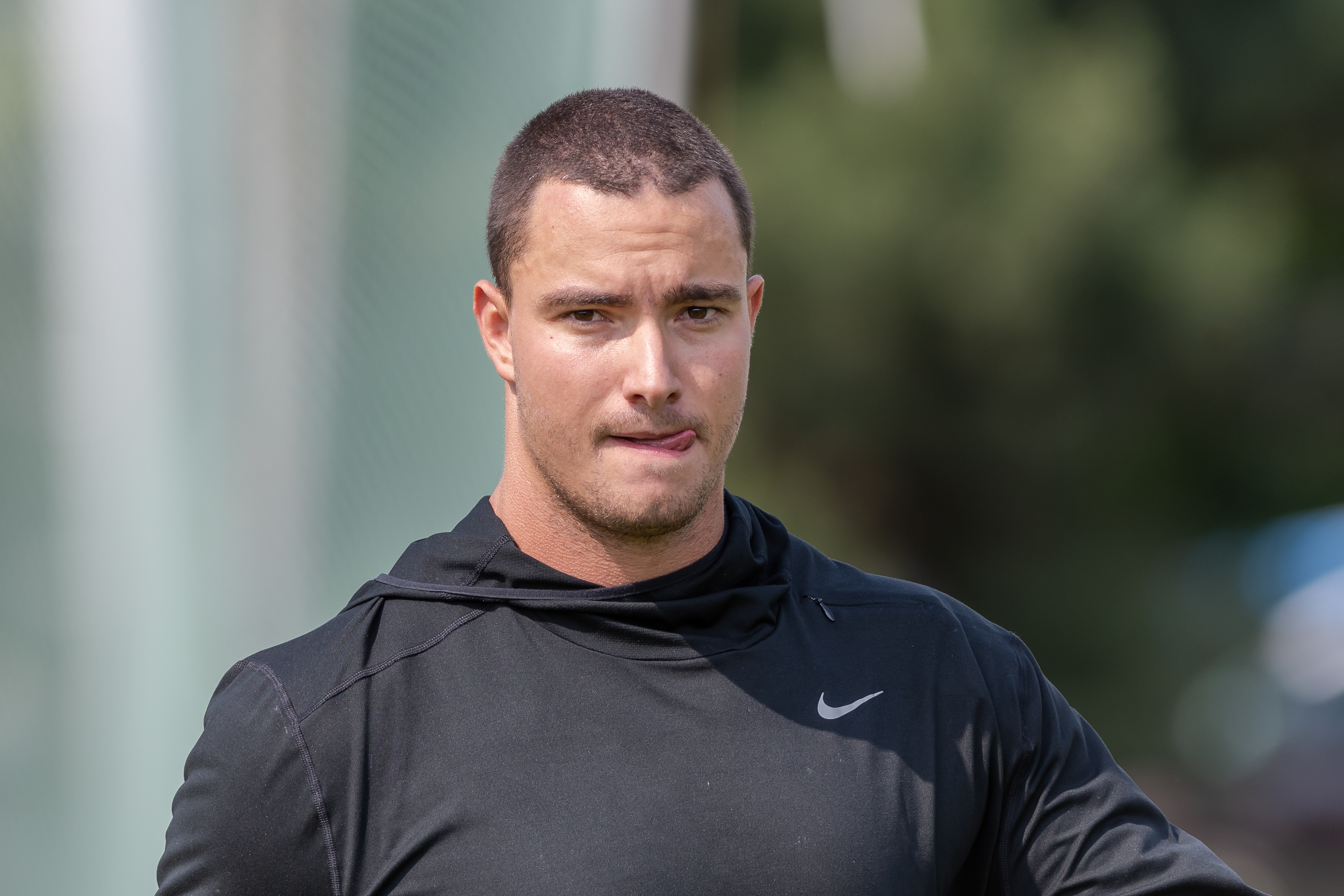
Róbert Szikszai – Rang dreizehn mit 58,01 m

## Finale
9. Juli 2016, 20:35 Uhr
| Platz | Name                 | Nation      | Resultat (m) | Versuchsserie (m) | Versuchsserie (m) | Versuchsserie (m) | Versuchsserie (m)                      | Versuchsserie (m)                      | Versuchsserie (m)                      |
| Platz | Name                 | Nation      | Resultat (m) | 1. Versuch        | 2. Versuch        | 3. Versuch        | 4. Versuch                             | 5. Versuch                             | 6. Versuch                             |
| 1     | Piotr Małachowski    | Polen       | 67,06        | 62,73             | 65,96             | 66,15             | 67,06                                  | 65,68                                  | 64,97                                  |
| 2     | Philip Milanov       | Belgien     | 65,71        | 64,07             | 64,46             | 65,71             | 64,79                                  | x                                      | 63,49                                  |
| 3     | Gerd Kanter          | Estland     | 65,27        | x                 | 65,27             | 62,05             | x                                      | x                                      | 62,76                                  |
| 4     | Christoph Harting    | Deutschland | 65,13        | 57,60             | 62,53             | x                 | 62,47                                  | x                                      | 65,13                                  |
| 5     | Daniel Ståhl         | Schweden    | 64,77        | 62,17             | 64,04             | x                 | x                                      | 62,53                                  | 64,77                                  |
| 6     | Zoltán Kővágó        | Ungarn      | 64,66        | x                 | 63,27             | 64,66             | x                                      | x                                      | 63,13                                  |
| 7     | Martin Kupper        | Estland     | 63,55        | 63,22             | 62,99             | 63,55             | 62,00                                  | 60,28                                  | 62,45                                  |
| 8     | Daniel Jasinski      | Deutschland | 63,35        | 63,00             | 61,11             | 63,35             | 61,87                                  | 61,00                                  | 63,07                                  |
| 9     | Robert Urbanek       | Polen       | 62,18        | 61,69             | 58,93             | 62,18             | nicht im Finale der besten acht Werfer | nicht im Finale der besten acht Werfer | nicht im Finale der besten acht Werfer |
| 10    | Hannes Kirchler      | Österreich  | 60,18        | 57,67             | 60,18             | 57,24             | nicht im Finale der besten acht Werfer | nicht im Finale der besten acht Werfer | nicht im Finale der besten acht Werfer |
| 11    | Rutger Smith         | Niederlande | 59,99        | 57,62             | 59,99             | x                 | nicht im Finale der besten acht Werfer | nicht im Finale der besten acht Werfer | nicht im Finale der besten acht Werfer |
| 12    | Lois Maikel Martínez | Spanien     | 59,27        | 57,40             | 59,17             | 59,27             | nicht im Finale der besten acht Werfer | nicht im Finale der besten acht Werfer | nicht im Finale der besten acht Werfer |

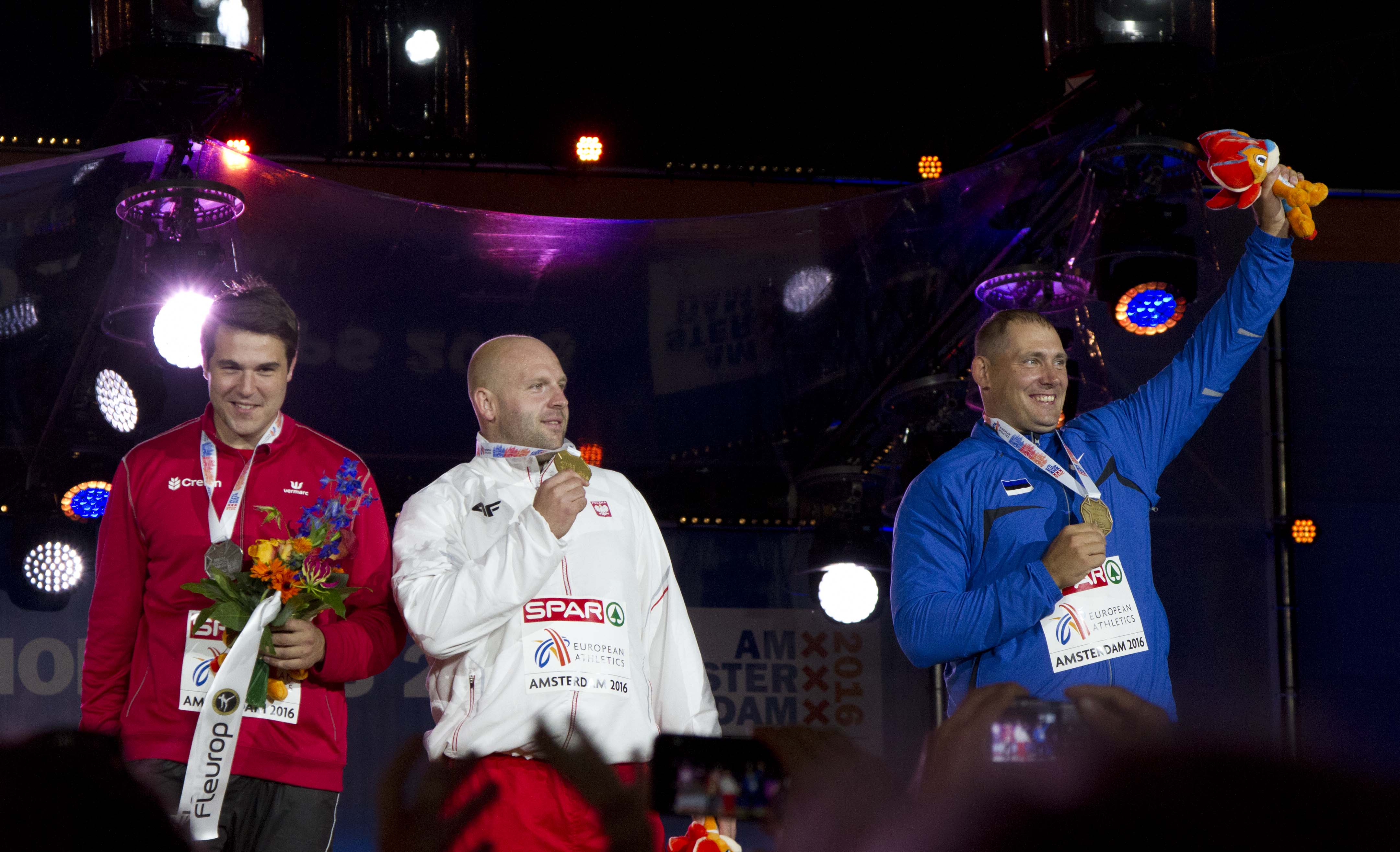
Die Medaillengewinner auf dem Podium
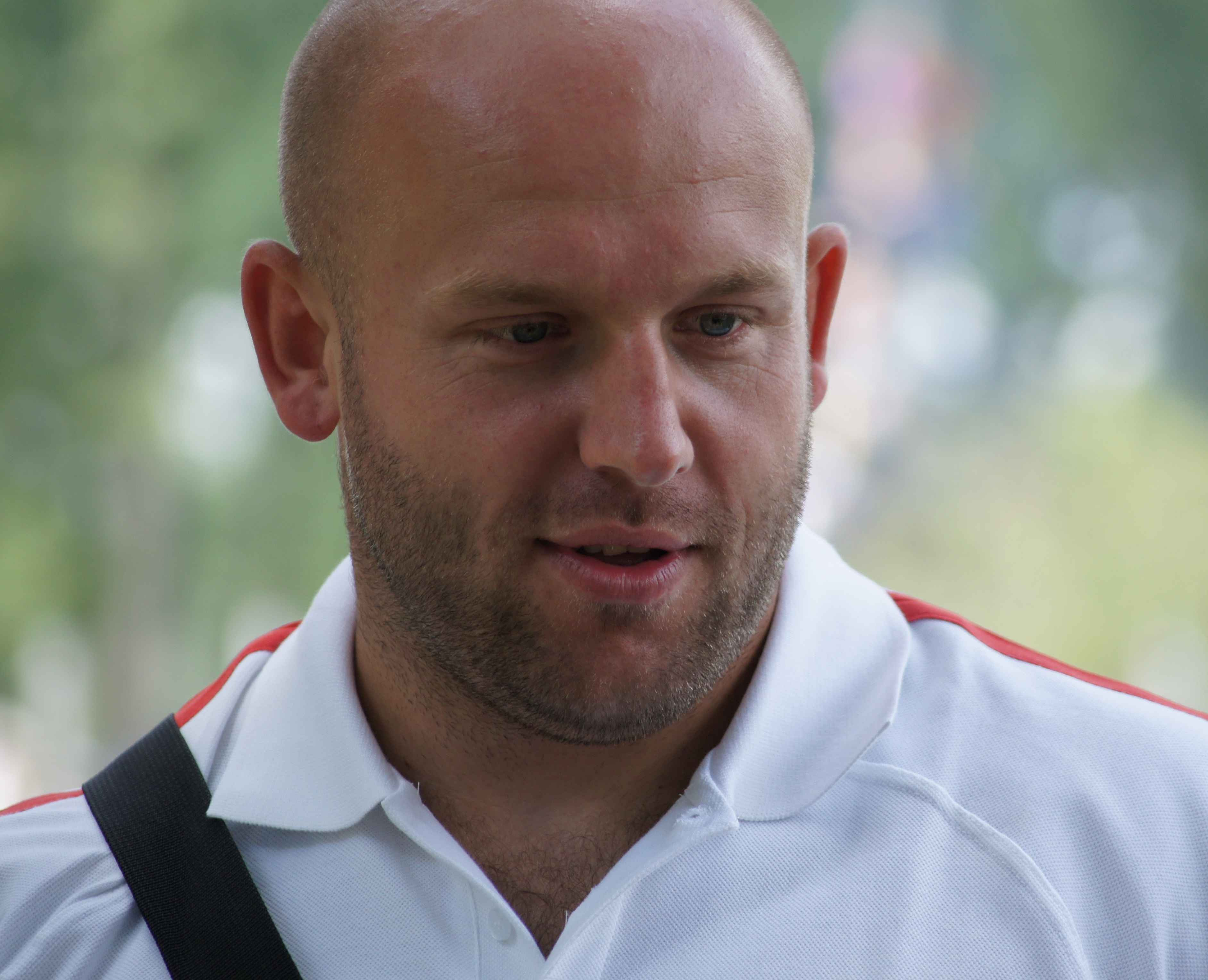
Europameister Piotr Małachowski, hier mit seinem zweiten EM-Titel – er war unter anderem auch amtierender Weltmeister und Olympiazweiter von 2008
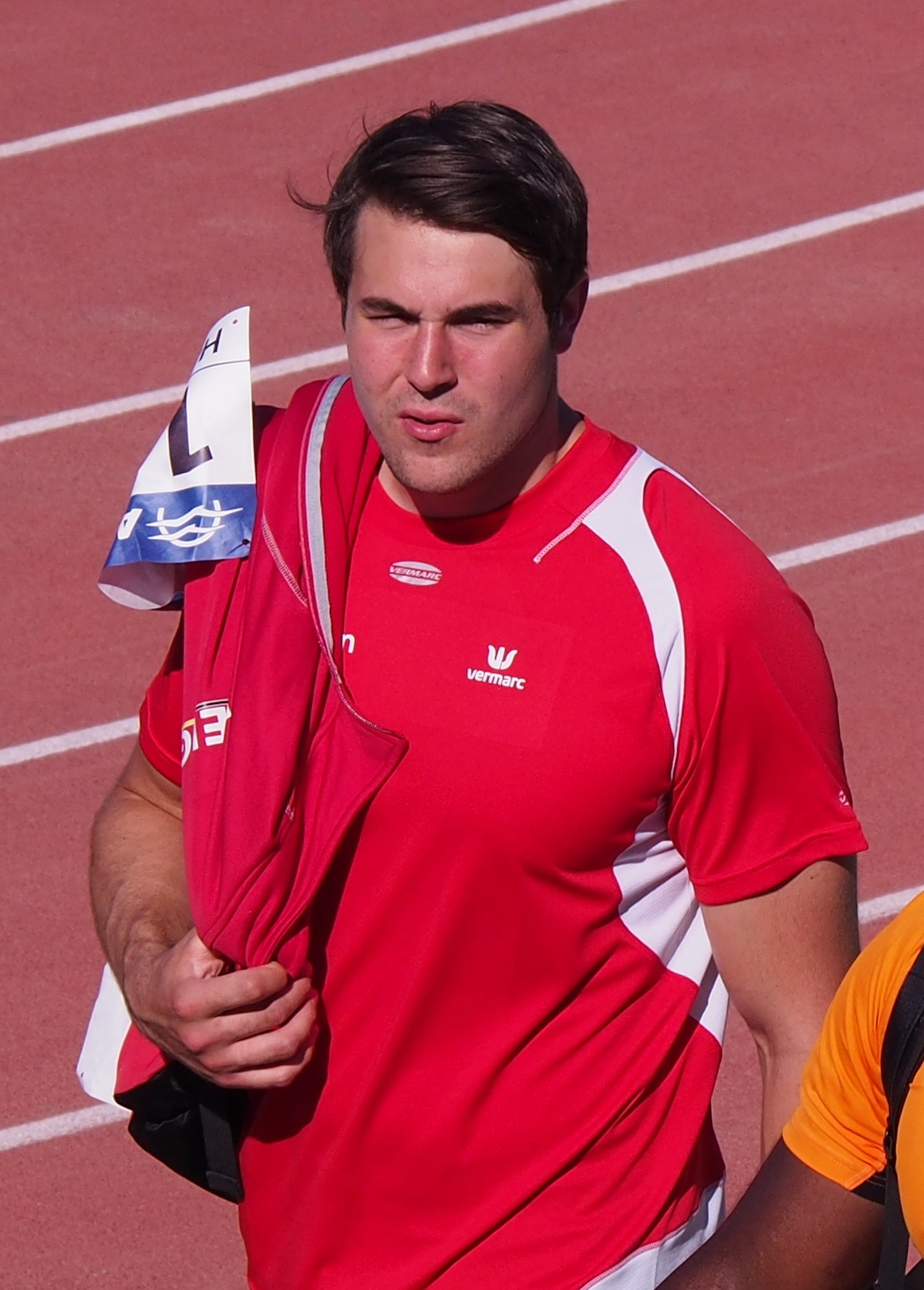
Vizeeuropameister Philip Milanov
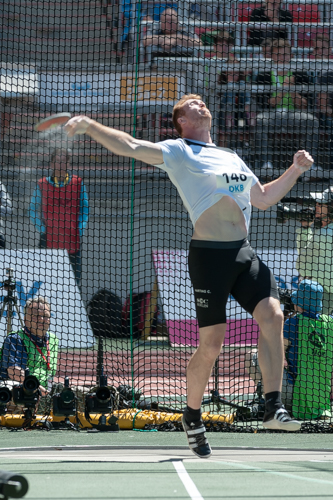
Christoph Harting belegte Rang vier – ein paar Wochen später wurde er Olympiasieger

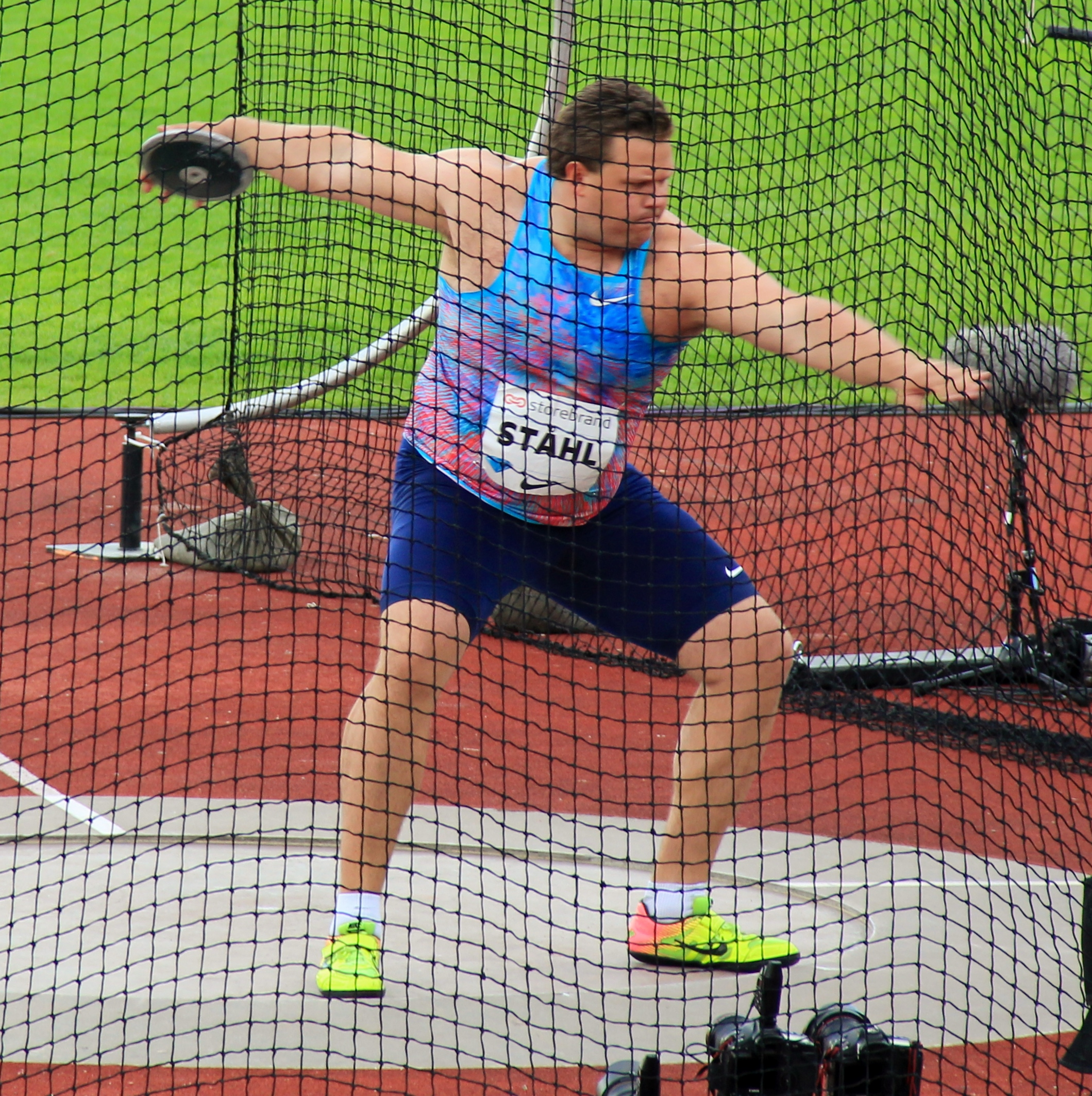
Daniel Ståhl wurde Fünfter – 2018 Vizeeuropameister und 2019 Weltmeister
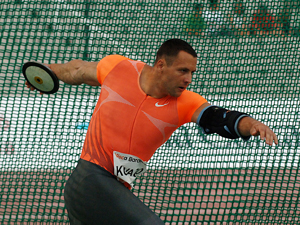
Zoltán Kővágó, 2004 Olympiazweiter, erreichte Platz sechs
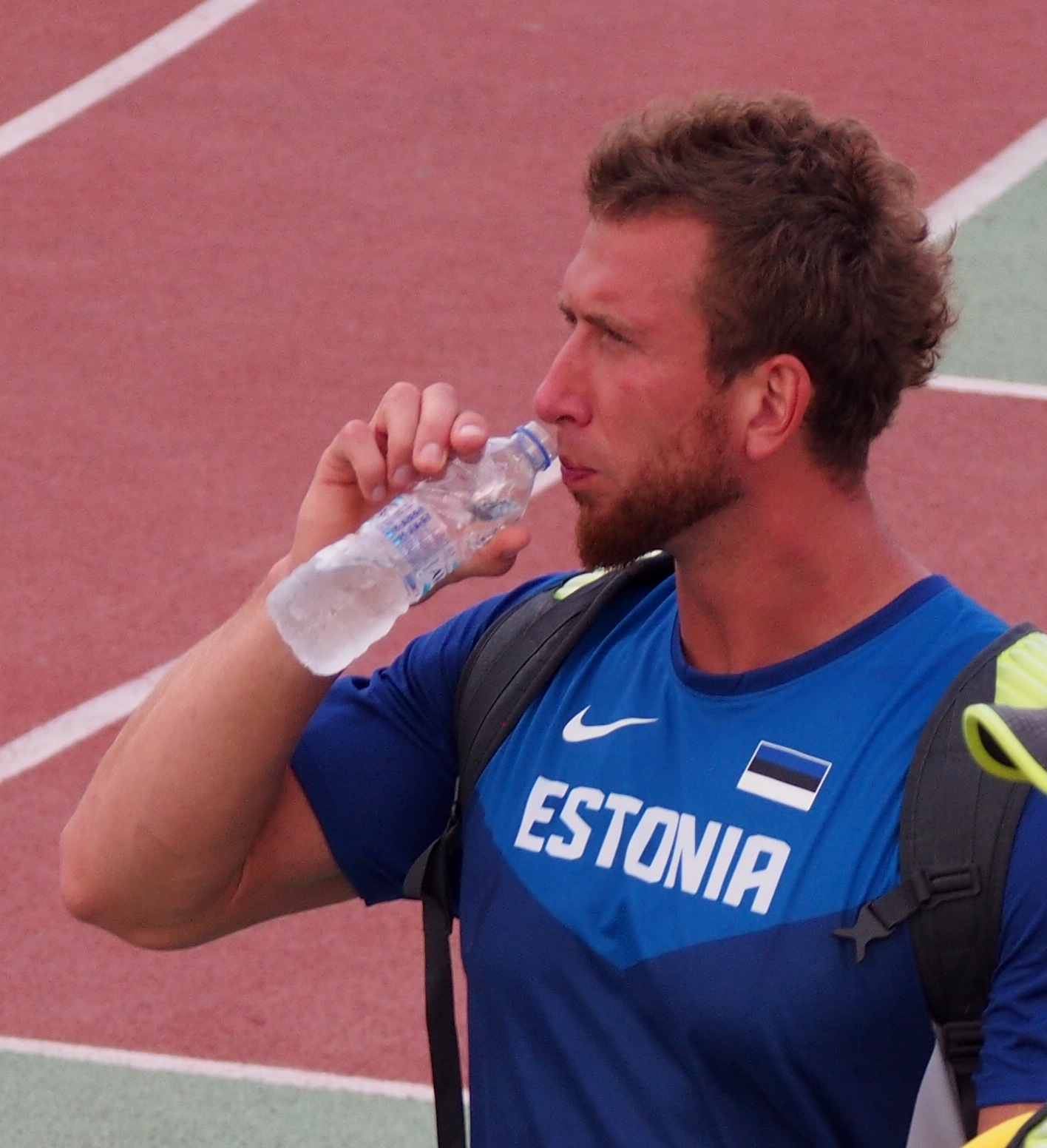
Martin Kupper kam auf den siebten Platz

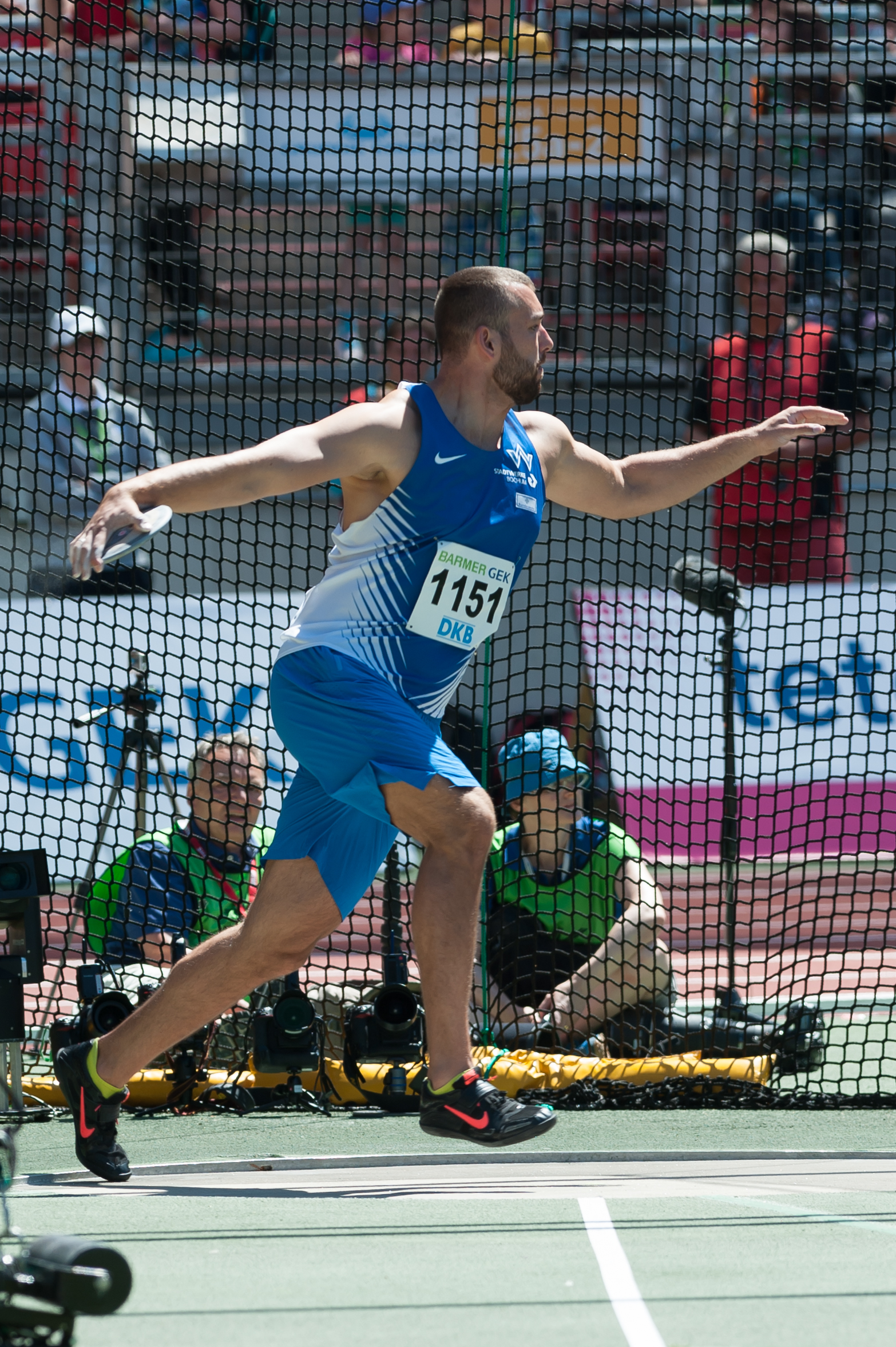
Der achtplatzierte Daniel Jasinski – ein paar Wochen später Olympiadritter
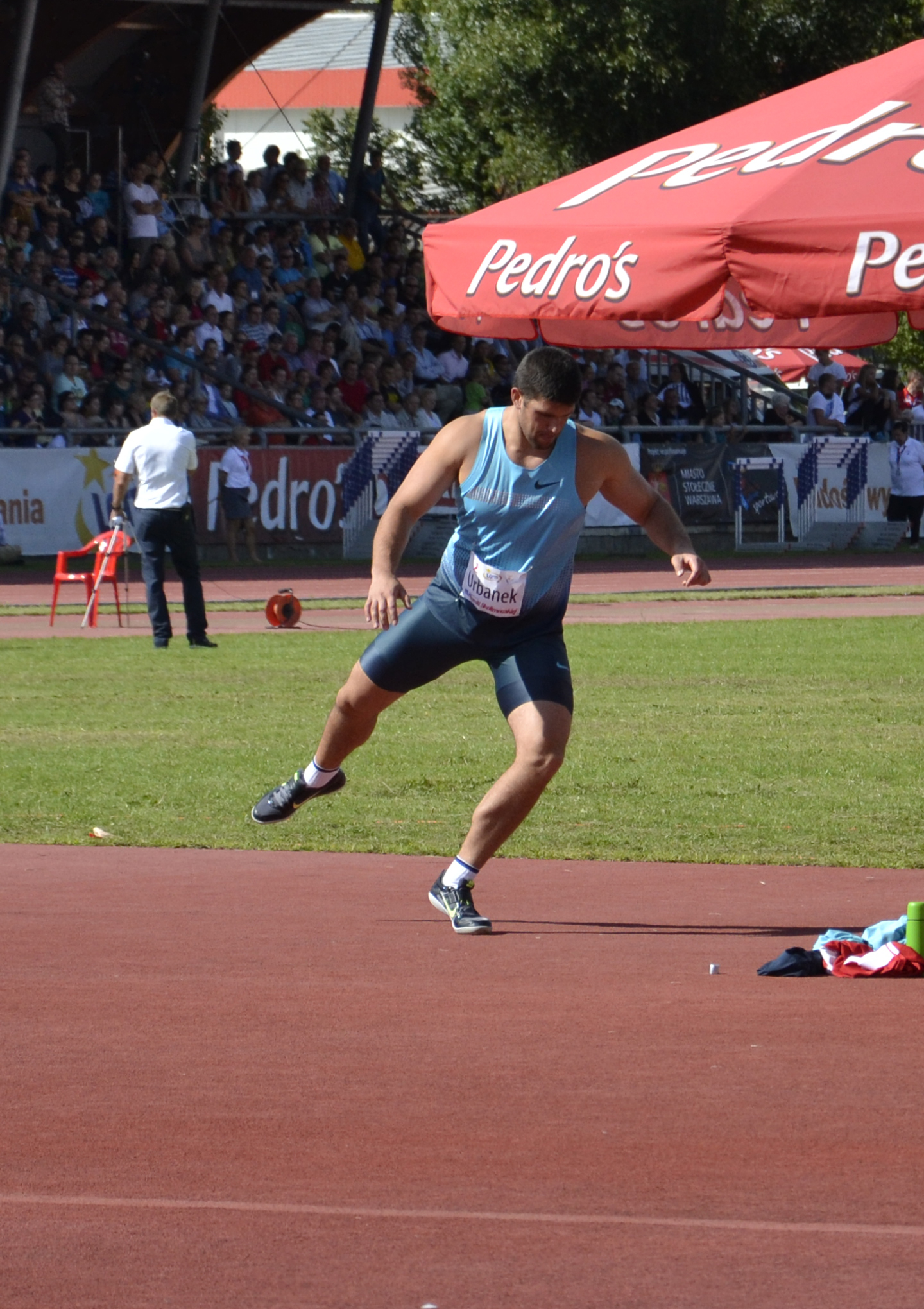
Rang neun für Robert Urbanek
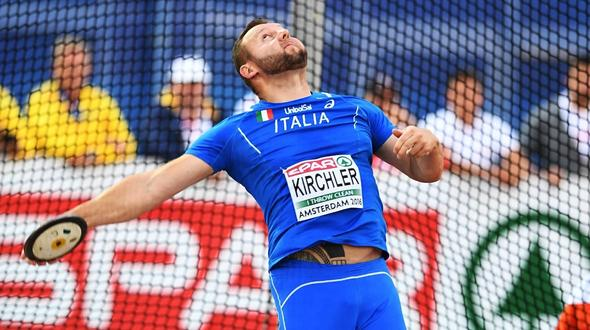
Hannes Kirchler – Rang zehn
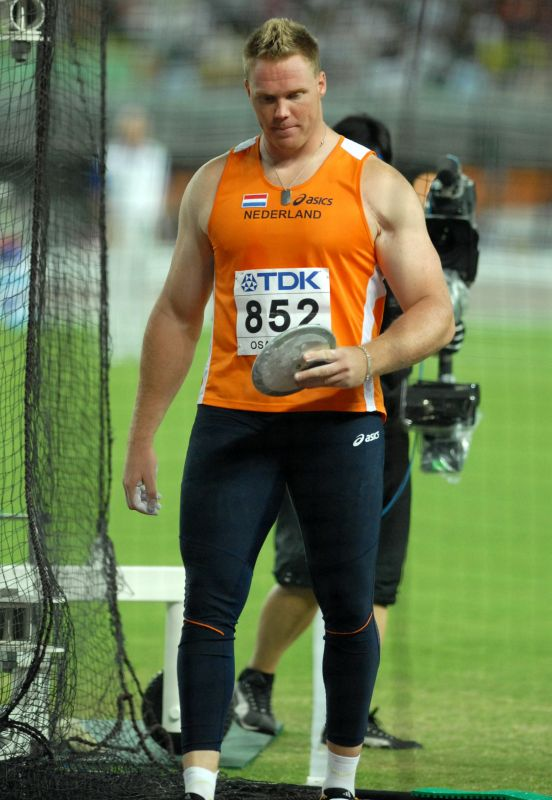
Rutger Smith – Rang elf

## Videolink
- Discus Throw Men - Amsterdam 2016, youtube.com, abgerufen am 20. März 2023